# István Csurka
A forma nativa deste nome pessoal é Csurka István. Este artigo usa a ordem dos nomes ocidentais.
István Csurka (Budapeste, 27 de março de 1934 - 4 de Fevereiro de 2012) foi um escritor, jornalista e político.

## Biografia
Csurka nasceu em 27 de março de 1934 em Budapeste como o primeiro filho de Péter Csurka, um jornalista. Seu irmão mais novo era László Csurka, ator e diretor. Ele foi internado após a Revolução Húngara de 1956 por meio ano. Depois disso, ele foi recrutado como agente III/III. No início dos anos 1990, ele foi um dos primeiros a revelar o passado de seu informante. Ele alegou que assinou a declaração de recrutamento sob muita pressão no momento em que foi submetido à internação.
Foi membro fundador do Fórum Democrático Húngaro e membro do primeiro Parlamento eleito da Hungria após a queda do regime comunista-socialista. Sua vida antes da transição política foi multifacetada: renomado romancista e dramaturgo, uma fonte de opinião crítica em relação ao regime, mas também um informante da polícia secreta húngara (relutante segundo ele).
Em outubro de 1994, tornou-se presidente do pequeno partido de extrema-direita húngaro Partido Húngaro Justiça e Vida (MIÉP), que se define como um grupo nacional-conservador radical, e teve o apoio de 5% dos eleitores em seu auge [entre 1998 e 2002]. O próprio Csurka é publicamente associado ao anti-semitismo verbal e se via como representante de cerca de 3 milhões de húngaros que vivem fora da Hungria após o Tratado de Trianon. De acordo com uma reportagem do The Independent sobre a ofensiva cultural da direita no início de 2012, ele estava "convencido de que os sionistas tinham planos de estabelecer uma segunda casa na Hungria".
Ele teria procurado uma parceria com o partido governista de centro-direita dos Jovens Democratas (Fidesz) para o MIÉP. No entanto, seu presidente, Viktor Orbán, negou repetidamente isso e rejeitou publicamente qualquer apoio parlamentar como primeiro-ministro. Após as eleições de abril de 2002, o Fidesz perdeu a maioria e o MIÉP perdeu a barreira de 5% para entrar no parlamento húngaro; portanto, tais especulações tornaram-se irrelevantes.
No outono de 2011, Csurka foi nomeado intendente do Új Színház ("Novo Teatro) em Budapeste pelo novo diretor, o ator húngaro György Dörner, afiliado ao partido de extrema-direita Jobbik. longe do que Csurka considerava como "a política liberal-social-cultural... que é tão opressiva". Mais tarde, István Tarlós, o prefeito de Budapeste, pediu a Dörner que reconsiderasse a contratação de Csurka seguindo o discurso anti-semita. 

Ele foi hospitalizado em janeiro de 2012. Sua última aparição pública foi em uma manifestação pró-governo em Szeged. Ele disse que a Hungria foi ameaçada por uma agressão sem precedentes. Sublinhou também a necessidade de evitar que o país se desvie do rumo traçado por um poder apoiado por uma maioria de dois terços. Csurka morreu em 4 de fevereiro de 2012, aos 77 anos, após uma longa doença.